# Mikołajowski Uniwersytet Narodowy im. Wasyla Suchomłynskiego
Mikołajowski Uniwersytet Narodowy im. Wasyla Suchomłynskiego (ukr. Миколаївський національний університет імені В. О. Сухомлинського, МНУ) – ukraińska szkoła wyższa w Mikołajowie, najstarszy uniwersytet w mieście. Kształcenie prowadzone jest w różnych specjalnościach na 6 fakultetach i 4 instytutach. 18 lipca 1913 roku został założony Mikołajowski Instytut Nauczycielski (ukr. Миколаївський учительський інститут). 1 września 1920 został przemianowany w Mikołajowski Instytut Edukacji Narodowej (ukr. Миколаївський інститут народної освіти), a w 1933 roku na Mikołajowski Instytut Pedagogiczny (ukr. Миколаївський педагогічний інститут). W latach 1949–1992 lat Instytut w nazwie miał imię Wissariona Bielińskiego. W 1999 roku uczelnia została reorganizowana w Mikołajowski Uniwersytet Pedagogiczny (ukr. Миколаївський педагогічний університет), a w 2003 nagrodzona imieniem Wasyla Suchomłynskiego. Dopiero 21 sierpnia 2010 uniwersytet otrzymał obecną nazwę.